# Gatflickan i societen
Gatflickan i societen (italienska: La spiaggia) är en italiensk-fransk dramakomedi från 1954 i regi av Alberto Lattuada.

## Roller (urval)
- Martine Carol – Anna Maria Mentorsi
- Raf Vallone – Silvio, borgmästaren
- Mario Carotenuto – Carlo Albertocchi
- Carlo Romano – Luigi
- Clelia Mantania – signora Albertocchi
- Mara Berni – signora Marini
- Nada Fiorelli – Ester
- Marco Ferreri – den f.d. rökaren
- Rosy Mazzacurati – den snobbiga damen
- Valeria Moriconi – Gughi, existensialisten
- Marcella Rovena – Luigina
- Ennio Girolami – Riccardo